# Restare

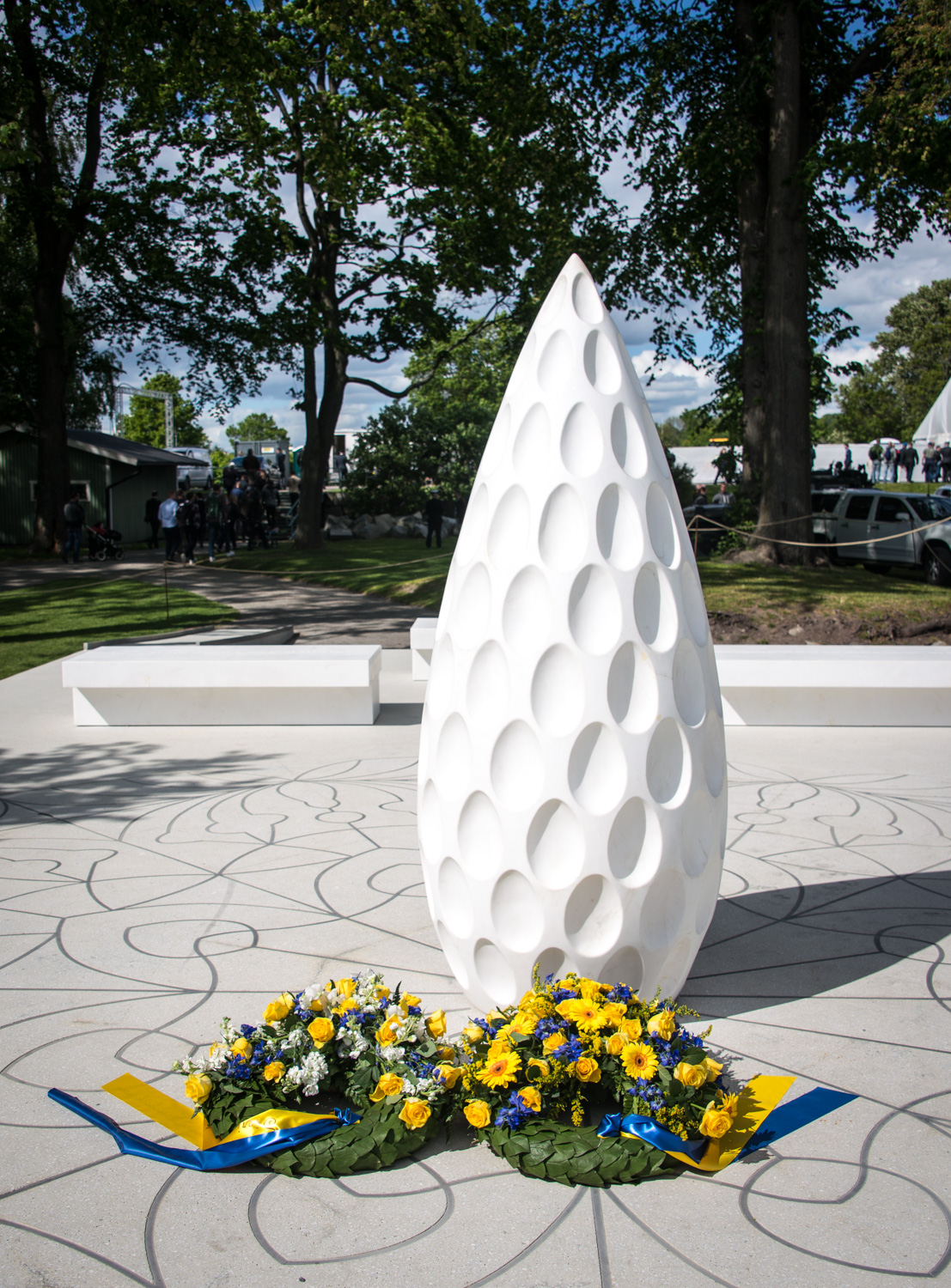
Restare under Veterandagen 2015.

Restare är ett minnesmärke på Gärdet i Stockholm för svenska civila och militära veteraner, skapat av skulptören Monika Larsen Dennis. Minnesmärket står strax sydost om Villa Källhagen.

## Beskrivning
Namnet kommer från det latinska verbet "restare", att stanna, vila, finnas kvar. Minnesmärket består av en vit plattform i konststen (terrazzo) med storlek 10,2x18 meter. Plattformen placerades över en äldre husgrund som troligen härrör från gården Hesslingeberg som revs i samband med Stockholmsutställningen 1930. På plattformen finns intarsia av 10 millimeter breda rostfria stålband som bildar ett mandalamönster. På plattans mitt står en två meter hög skulptur i vit marmor i form av en späd knopp. Själva skulpturen väger cirka 2,5 ton. På plattans norra sida finns tre sittbänkar, utförda i vit konststen. Bänkplattornas sidor skall kompletteras med uppvärmning och inskriptioner till Veterandagen 2014. Mot Djurgårdsbrunnsviken avslutas plattan med tre trappsteg.
Minnesmärket invigdes på Veterandagen 2013 i närvaro av Carl XVI Gustaf. Platsen är avsedd att även i framtiden vara platsen för firande av Veterandagen i Stockholm och för andra former av hågkomster av veteraner från utlandstjänst inom Försvarsmakten (och den dåvarande Krigsmakten) och i annat internationellt fredsbevarande arbete.
| ”                        | ... ska hedra Sveriges alla veteraner som deltagit i fredsfrämjande insatser idag och i framtiden och ska användas för årliga ceremonier och veteraners samt anhörigas enskilda besök, både efter och inför en insats. Vid större ceremonier, statsceremonier eller motsvarande, kommer grupper på upp till cirka 2000 personer att delta, bland annat militär paradstyrka och musikkår samt veteraner med anhöriga. ...Vid minnesmonumentet kommer kransnedläggningar att göras och människor kommer att lämna blommor, ljus eller annat. Minnesmonumentet ska ge möjlighet till en stunds avskildhet för anhörigas minnesstunder men dess utformning ska inte associeras med en gravplats. | „ |
| – Ur tävlingsprogrammet. | |   |

## Andra minnesplatser på Djurgården
I närheten av minnesmärket Restare finns  minnesbysten över Folke Bernadotte, skapad av den norske skulptören Solveyg W. Schafferer och rest i september 2010 samt FN-monumentet formgivet av Liss Eriksson och invigd 1995.

## Bilder

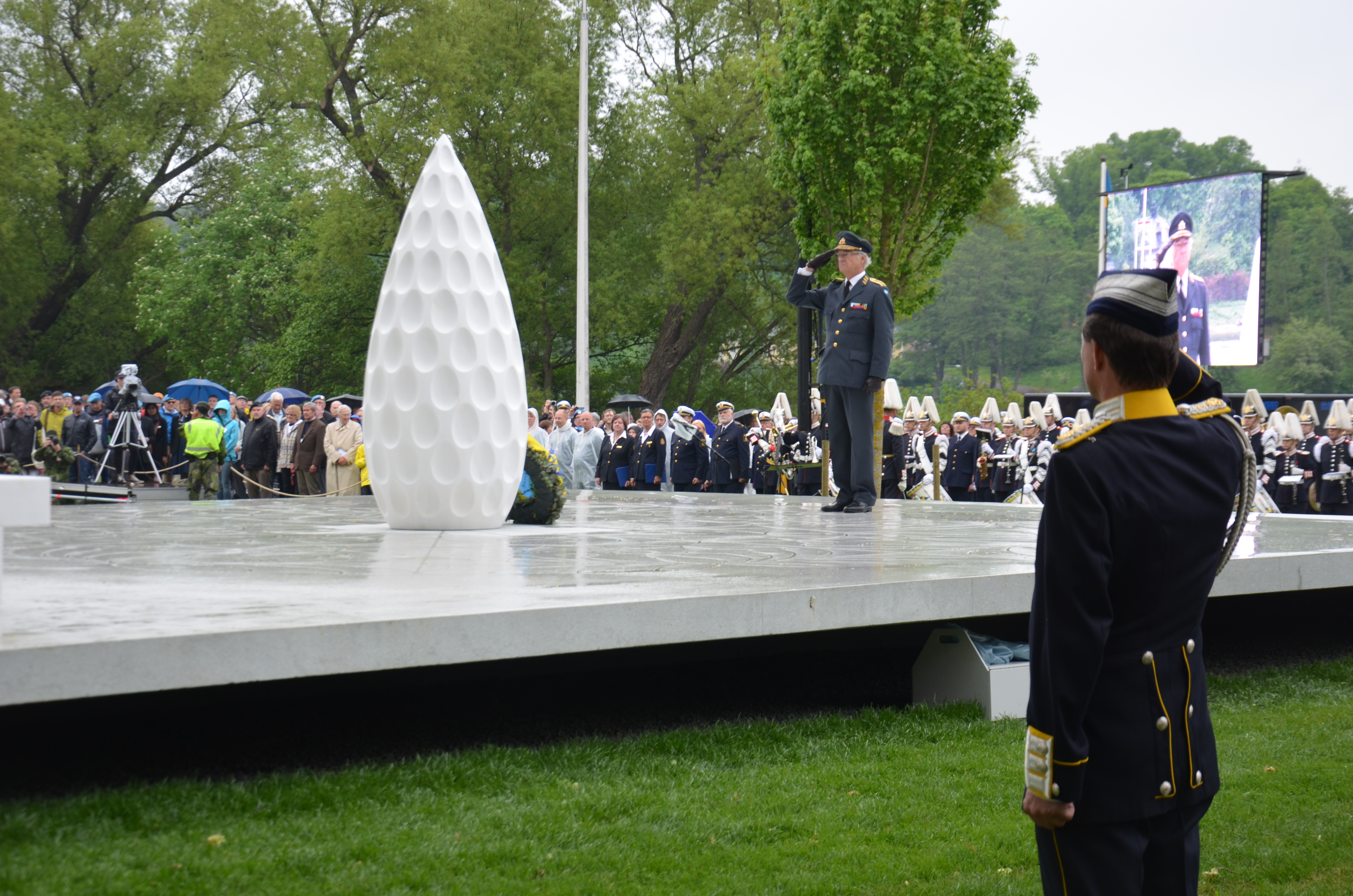
Kung Carl XVI Gustaf hyllar svenska veteraner vid Restare på invigningsdagen 29 maj 2013.
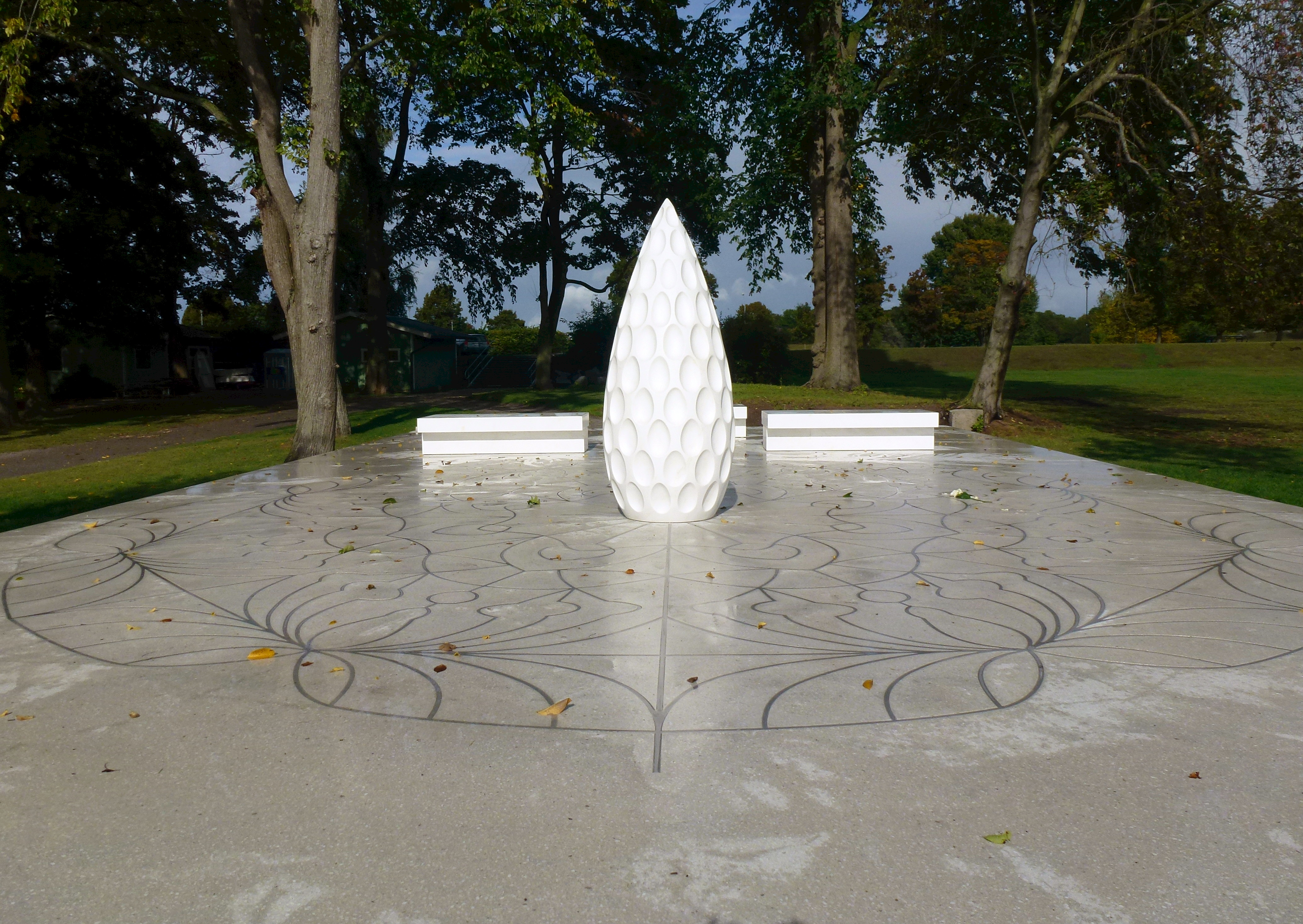
Plattformen, skulpturen, mandalamönstret och bänkar.
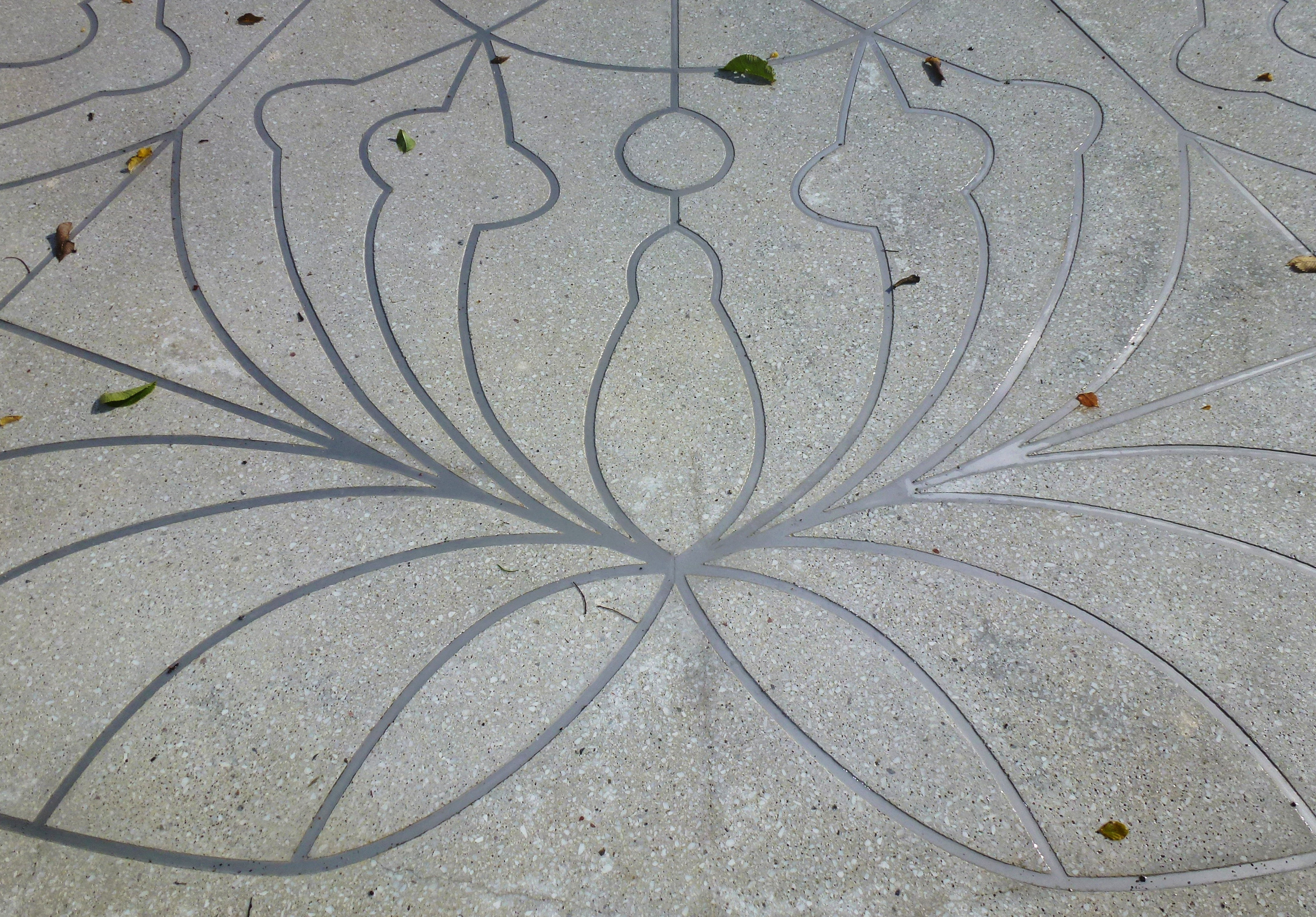
Mandalamönstret.
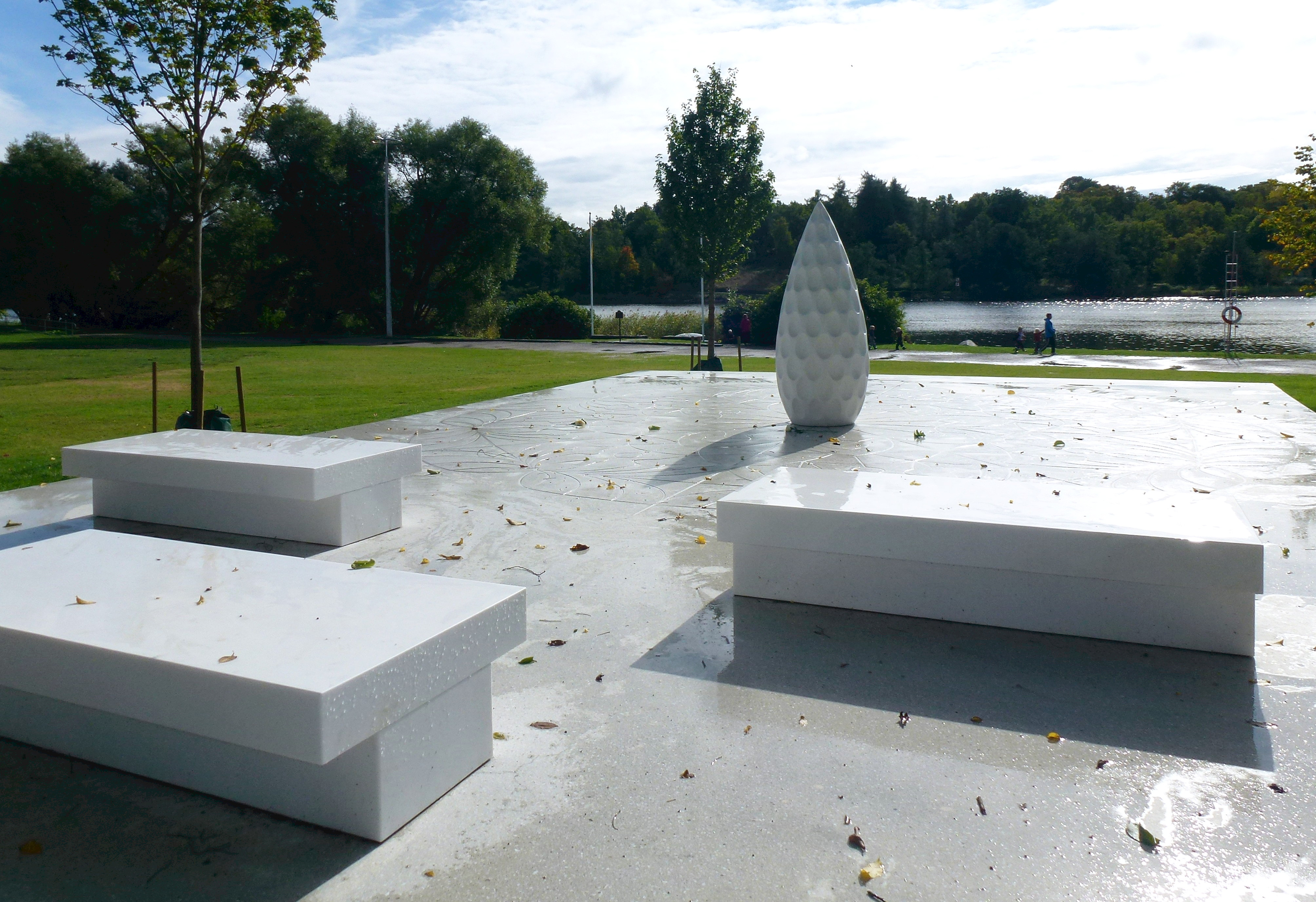
Minnesmonumentet med Djurgårdsbrunnsviken i bakgrunden.
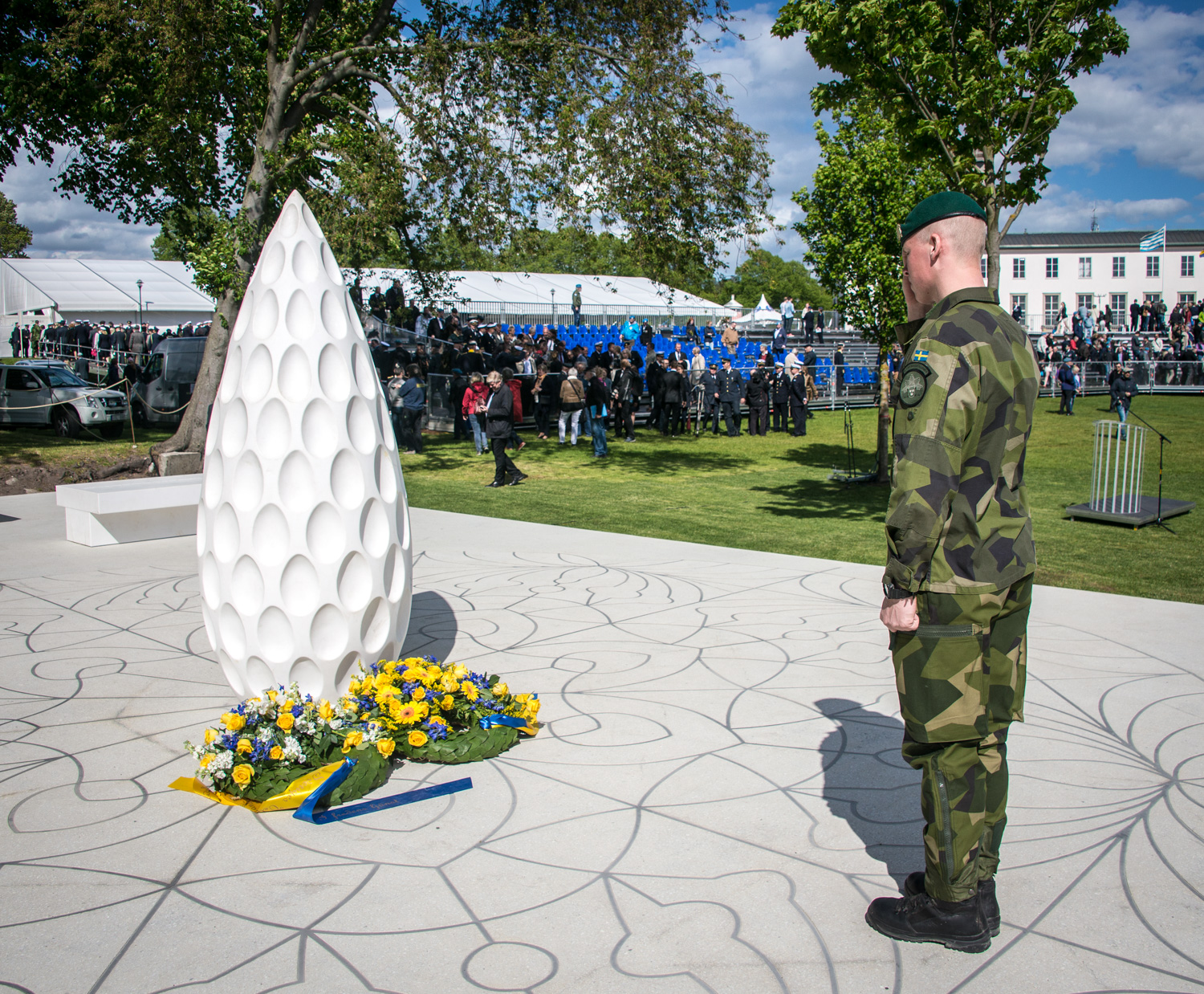
Soldat gör honnör under Veterandagen 2015.